# Baaba
Baaba ist eine polnische Band im Bereich des Jazz und experimenteller Musik.

## Geschichte
Baaba wurde 2000 von Bartosz Weber gegründet. Die Band experimentiert mit Elementen des Jazz, Elektronik, teilweise auch Soul, Rock und Metal. Ihre Alben werden von Lado ABC veröffentlicht, dessen Mitgründer Macio Moretti vorübergehend Bandmitglied war.
Das 2012 veröffentlichte Album The Wrong Vampire besteht aus Einspielungen von Krzysztof Komedas Kompositionen zu Roman Polańskis Film Tanz der Vampire. 2011 arbeitete Baaba mit der Sängerin Gaba Kulka zusammen – sie interpretierten gemeinsam Lieder von Iron Maiden.
Baaba tourte in vielen Ländern Europas, insbesondere im Rahmen von Jazz-Festivals, 2012 hatte sie auch Auftritte in den USA.

## Besetzung
- Bartosz Weber – Gitarre
- Piotr Zabrodzki – E-Bass
- Jan Młynarski – Schlagzeug, Perkussion
- Tomasz Duda – Saxophon

## Diskografie
- Baaba (Cpt. Sparky Productions, 2000)
- Con Gas! (Teeto Records, 2001)
- Remixas Con Gas (Lado ABC, 2004)
- Poope Musique (Lado ABC, 2006)
- W Akwarium (Lado ABC, 2008)
- Disco Externo (Lado ABC, 2010)
- Baaba Kulka mit Gaba Kulka (Mystic Production, 2011)
- The Wrong Vampire (Lado ABC, 2012)
- EasterChristmas (Lado ABC, 2014)